# Guennadi Venguerov
Pour les articles homonymes, voir Venguerov.
Guennadi Aronovitch Venguerov (en russe : Геннадий Аронович Венге́ров), né Gene Markmann le 27 août 1959 à Vitebsk (RSS de Biélorussie) et mort le 22 avril 2015 à Düsseldorf (Allemagne), est un acteur soviétique, puis russe, d'origine allemande,.

## Biographie
Diplômé de l'École technique d'architecture et de construction de Vitebsk, il commence sa carrière artistique comme annonceur à la radio régionale de Vitebsk et commence à jouer au Théâtre populaire de la ville. Après son service militaire en 1983, il s'installe à Moscou, étudie l'art dramatique à l'École-studio du Théâtre d'Art et entre au Théâtre Maïakovski en 1989.
En 1990, il s'installe en Allemagne. Malgré son expression d'abord limitée, seulement deux semaines après son arrivée, il décroche le rôle dans Woyzeck jouée au théâtre de Düsseldorf et devient annonceur pour la radio Deutsche Welle, puis, de 1995 à 2000, se produit au Théâtre de Bochum.
Il a participé à plus de 140 films et séries télévisées, principalement en Allemagne et en Russie, mais aussi aux États-Unis, en Angleterre et en Autriche. Il a aussi prêté sa voix à de nombreux doublages et voix off de films de fiction, de documentaire ou de publicité. Dans les productions allemandes, souvent confiné dans les rôles de méchants russes, il arrive toutefois à montrer son potentiel comique à l'occasion comme dans la comédie romantique Schlussmacher de Matthias Schweighöfer (2013). À partir de 2004, il participe de nouveau aux projets cinématographiques et télévisuels en Russie. Il présente notamment l'émission Histoires d'hommes avec Guennadi Venguerov (Мужские истории с Геннадием Венгеровым) diffusée par la chaîne REN en 2009.
Au mois de septembre 2014, on lui diagnostique un cancer des poumons métastasé. Il entreprend une thérapie, mais le 3 avril 2015, annonce sur Facebook être au cours de la phase terminale de la maladie. L'artiste meurt dans une clinique de Düsseldorf au matin du 22 avril 2015.

## Filmographie sélective
- 1990 : Déjà vu (Wiza na 48 godzin) de Juliusz Machulski : brancardier
- 1995 : Der Fahnder série télévisée policière de Jürgen Bretzinger et Hajo Gies : Herbert Kraske
- 1995 : Balko série télévisée policière : Menert
- 1996 : Männerpension de Detlev Buck : Atomotto
- 2000 : Stalingrad de Jean-Jacques Annaud
- 2001 : Anatomie de Stefan Ruzowitzky
- 2008 : Le Loup des mers (de) téléfilm de Christoph Schrewe : Turner
- 2011 : Hotel Lux de Leander Haußmann
- 2012 : Soldiers of Fortune de Maksim Korostyshevsky (de)
- 2013 : Schlussmacher de Matthias Schweighöfer : Sokolow